# 시간대

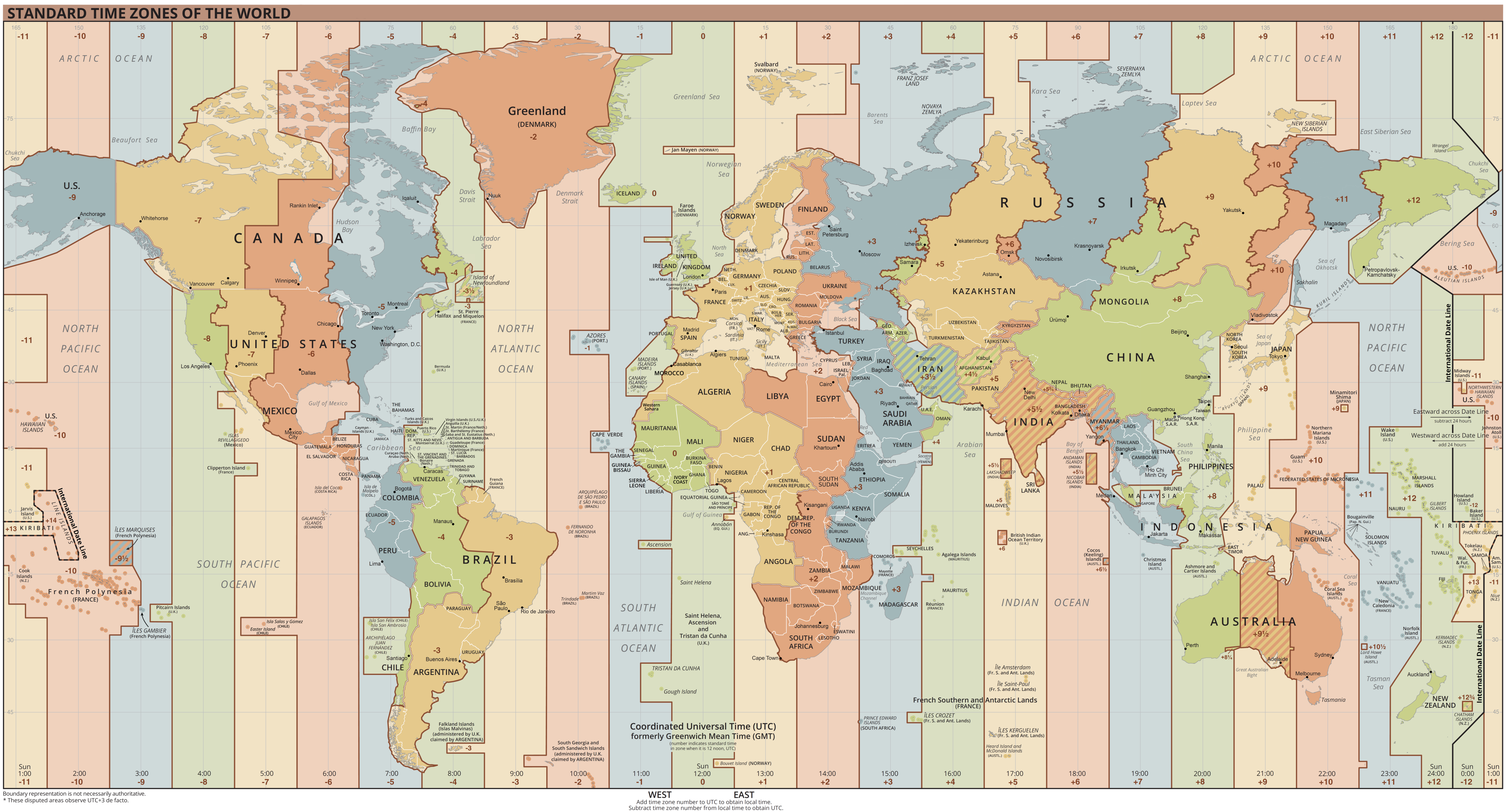
각 나라의 시간대

시간대(時間帶,time zone)는 영국의 그리니치 천문대(본초 자오선, 경도 0도)를 기준으로 지역에 따른 시간의 차이, 다시 말해 지구의 자전에 따른 지역 사이에 생기는 낮과 밤의 차이를 인위적으로 조정하기 위해 고안된 시간의 구분선을 일컫는다.
그리니치 천문대를 기준으로 세계의 0시가 결정된다.

## 나라별 시간대
| 12 | 12 | 12 | 12 | 11 | 11 | 11 | 11 | 10 | 10 | 10    | 10    | 09    | 09    | 09 | 09 | 08 | 08 | 08 | 08 | 07 | 07 | 07 | 07 | 06 | 06 | 06 | 06 | 05 | 05 | 05 | 05 | 04 | 04 | 04    | 04    | 03    | 03    | 03 | 03 | 02 | 02 | 02 | 02 | 01 | 01 | 01 | 01 | 00 | 00 | 00 | 00 | 01 | 01 | 01 | 01 | 02 | 02 | 02 | 02 | 03 | 03 | 03    | 03    | 04    | 04    | 04    | 04    | 05    | 05    | 05    | 05    | 06    | 06    | 06    | 06    | 07    | 07    | 07 | 07 | 08 | 08 | 08 | 08 | 09 | 09 | 09    | 09    | 10    | 10    | 10    | 10    | 11    | 11    | 11    | 11    | 12    | 12    | 12 | 12    | 13    | 13    | 13    | 13 | 14 | 14 | 14 | 14 |  |  |  |  |
|    |    |    |    |    |    |    |    |    |    | 09 30 | 09 30 | 09 30 | 09 30 |    |    |    |    |    |    |    |    |    |    |    |    |    |    |    |    |    |    |    |    | 03 30 | 03 30 | 03 30 | 03 30 |    |    |    |    |    |    |    |    |    |    |    |    |    |    |    |    |    |    |    |    |    |    |    |    | 03 30 | 03 30 | 03 30 | 03 30 | 04 30 | 04 30 | 04 30 | 04 30 | 05 30 | 05 30 | 05 30 | 05 30 | 06 30 | 06 30 | 06 30 | 06 30 |    |    |    |    |    |    |    |    | 09 30 | 09 30 | 09 30 | 09 30 | 10 30 | 10 30 | 10 30 | 10 30 | 11 30 | 11 30 | 11 30 | 11 30 |    |       |       |       |       |    |    |    |    |    |  |  |  |  |
|    |    |    |    |    |    |    |    |    |    |       |       |       |       |    |    |    |    |    |    |    |    |    |    |    |    |    |    |    |    |    |    |    |    |       |       |       |       |    |    |    |    |    |    |    |    |    |    |    |    |    |    |    |    |    |    |    |    |    |    |    |    |       |       |       |       |       |       |       |       |       | 05 45 | 05 45 | 05 45 | 05 45 |       |       |       |    |    |    |    |    |    |    |    |       |       |       |       |       |       |       |       |       |       |       |       |    | 12 45 | 12 45 | 12 45 | 12 45 |    |    |    |    |    |  |  |  |  |

참고

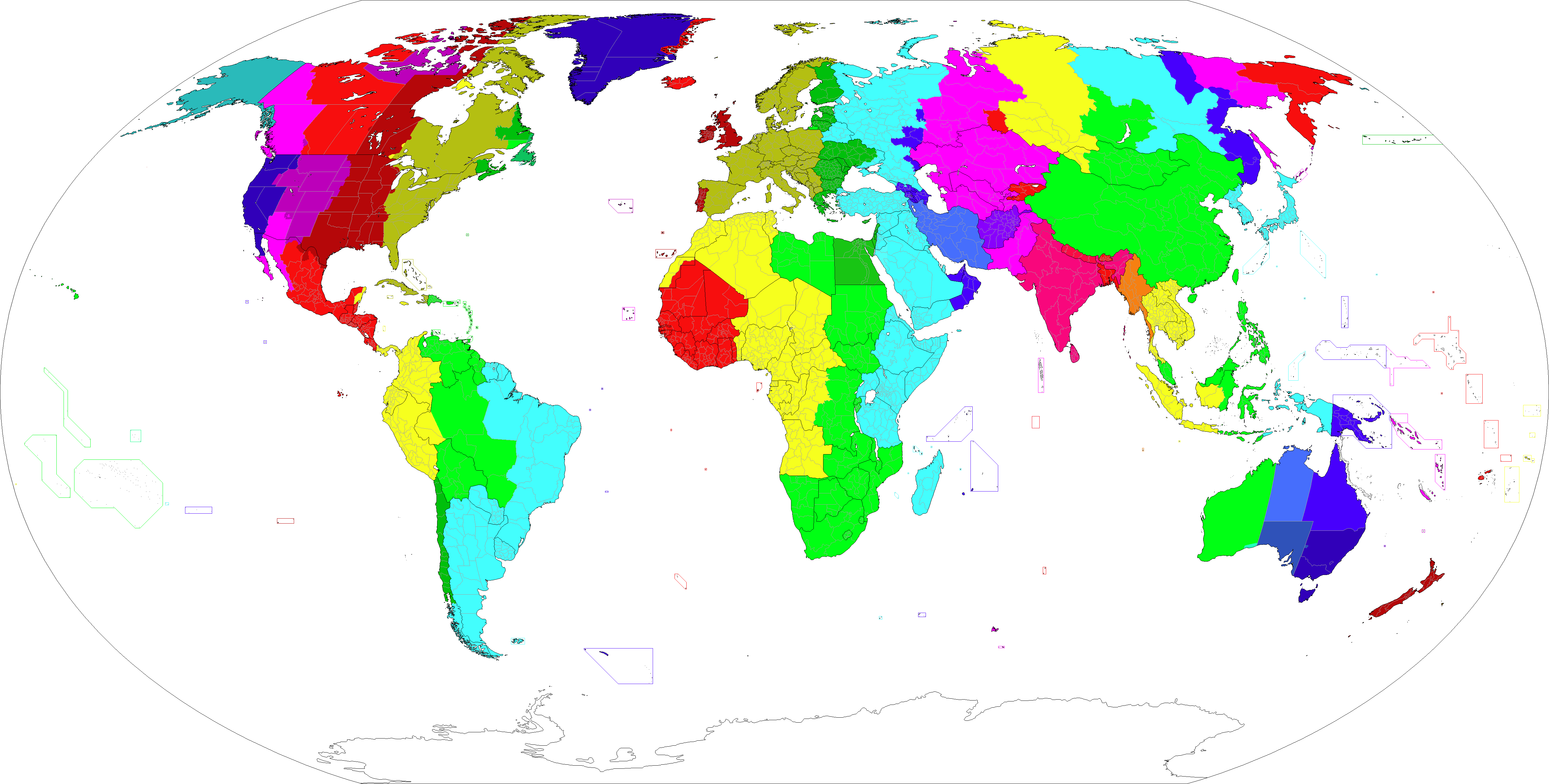
시간대는 다음과 같으며, 일광 절약 시간제 적용 지역은 진한 색으로 강조되어 있다.

오른쪽에 *이나 **가 붙어 있는 지역은 일광 절약 시간제를 사용하는 곳이다.

### UTC+14:00
- 키리바시
라인 제도(1995년 1월 1일 ~ 현재)

### UTC+13:00
- 통가
- 키리바시
피닉스 제도(1995년 1월 1일 ~ 현재)
- 사모아** (2011년 12월 31일 ~ 현재)

### UTC+12:45
- 뉴질랜드**
채텀 제도

### UTC+12:00
- 나우루
- 뉴질랜드**
- 러시아
캄차카주
축치 자치구
- 마셜 제도
- 왈리스 푸투나
- 미국
웨이크섬
- 키리바시
길버트 제도
- 투발루
- 피지**

### UTC+11:30
- 노퍽섬

### UTC+11:00
- 누벨칼레도니
- 러시아
마가단주
사하 공화국(동경 140도보다 동쪽)
사할린과 쿠릴 열도
- 미크로네시아 연방
코스라에섬
폰페이섬과 주변의 섬들
- 바누아투
- 솔로몬 제도

### UTC+10:30
- 오스트레일리아
뉴사우스웨일스주의 로드하우섬** (일광절약시간은 30분만 앞당긴다)

### UTC+10:00
- 오스트레일리아 (AEST — 오스트레일리아 동부 표준시)
오스트레일리아 수도 준주**
뉴사우스웨일스주** (Broken Hill를 제외하는 전역)
퀸즐랜드주
태즈메이니아주**
빅토리아주**
- 미국
괌
북마리아나 제도
- 미크로네시아 연방
추크 제도
야프섬과 주변의 섬들
- 파푸아뉴기니
- 러시아
프리모르스키 (블라디보스토크를 포함한)
하바롭스크
사하 공화국 (동경 127도에서 140도 사이)

### UTC+09:30
- 오스트레일리아 (ACST — 오스트레일리아 중앙 표준시)
뉴사우스웨일스주 Broken Hill*
노던 준주
사우스오스트레일리아주*

### UTC+09:00
- 러시아
아무르주
치타 주
사하 공화국 (레나강 서쪽 지방과 레나강이 통과하는 지방, New Siberian제도)
- 동티모르
- 대한민국(KST-한국 표준시) (경도 180도를 넘어갈 수 있는 선박으로 사용한다.)
- 조선민주주의인민공화국(KST-한국 표준시)
- 인도네시아 (동부 시간)
- 일본 (JST — 일본 표준시)
- 팔라우

### UTC+08:45
- 오스트레일리아
웨스턴오스트레일리아주 Caiguna-Eucla-Border Village (주의 남서부)

### UTC+08:00
- 말레이시아
- 마카오
- 몽골 (국내의 대부분)*
- 러시아
부랴트 공화국
이르쿠츠크주
- 브루나이
- 싱가포르
- 오스트레일리아
웨스턴오스트레일리아주 (AWST — 오스트레일리아 서부 표준시)
- 인도네시아 (중부)
- 중화민국
- 중화인민공화국주 (CST — 중국 표준시)
  -  홍콩
  -  마카오

주:중화인민공화국은 동서로 넓게 퍼져 있지만, 전 국토에서 같은 표준시를 사용하고 있다. 그 때문에, 태양이 자오선을 통과할 때의 시각은, 중국의 동쪽 끝에서는 11시 즈음, 서쪽 끝에서는 15시 즈음이 된다. 결과적으로 이웃한 아프가니스탄의 국경을 지날 때, 표준시는 3시간 30분 차이가 나게 된다.
- 필리핀

### UTC+07:00
- 라오스
- 러시아
크라스노야르스크 지방
투바 공화국
- 몽골 (서부의 일부)*
- 베트남
- 인도네시아 (서부)
- 캄보디아
- 오스트레일리아
크리스마스섬
- 태국

### UTC+06:30
- 미얀마
- 오스트레일리아
코코스 제도

### UTC+06:00
- 러시아
하카스 공화국
케메로보주
톰스크주
노보시비르스크주
알타이 공화국
알타이 지방
옴스크주
- 방글라데시
- 부탄
- 영국령 인도양 지역
- 카자흐스탄
- 키르기스스탄

### UTC+05:45
- 네팔

### UTC+05:30
- 인도 (IST — 인도 표준시)
- 스리랑카

### UTC+05:00
- 러시아
바시키르 공화국
볼고그라드주 (CIA)
사라토프주 (CIA)
스베르들롭스크주 (예카테린부르크 포함)
아스트라한주 (CIA)
오렌부르크주
울리야놉스크주 (CIA)
첼랴빈스크주
쿠르간주
튜멘주
페름 지방
- 몰디브
- 영연방 인도양 영해 (NAO)
- 우즈베키스탄
- 카자흐스탄 (서부)
- 키르기스스탄 (서부)
- 투르크메니스탄
- 타지키스탄
- 파키스탄
- 오스트레일리아
허드 맥도널드 제도

### UTC+04:30
- 아프가니스탄

### UTC+04:00
- 러시아
사마라주, 우드무르트 공화국
- 레위니옹
- 모리셔스
- 세이셸
- 아랍에미리트
- 아르메니아
- 아제르바이잔*
- 오만
- 조지아

### UTC+03:30
- 이란

### UTC+03:00
- 러시아
(러시아의 유럽 영토 대부분과 모스크바, 상트페테르부르크, 로스토프나도누, 노바야제믈랴 제도, 제믈랴프란차이오시파 제도에서 사용되며 러시아 철도의 표준시이기도 하다.)
- 마다가스카르
- 마요트
- 바레인
- 벨라루스
- 사우디아라비아
- 소말리아
- 에리트레아
- 에티오피아
- 예멘
- 우간다
- 이라크
- 지부티
- 카타르
- 케냐
- 코모로
- 쿠웨이트
- 탄자니아
- 튀르키예

### UTC+02:00
- 러시아
칼리닌그라드주

EET — 동부 유럽 표준시
- 그리스*
- 남수단
- 남아프리카 공화국
- 라트비아*
- 레바논*
- 레소토
- 루마니아*
- 르완다
- 리비아
- 리투아니아*
- 말라위
- 모잠비크
- 몰도바*
- 보츠와나
- 부룬디
- 불가리아*
- 수단
- 에스와티니
- 시리아*
- 요르단
- 우크라이나*
- 이스라엘*
- 이집트
- 잠비아
- 짐바브웨
- 콩고 민주 공화국 (카사이 Occidental 주, 카사이 Oriental 주, Haut-Zaire 주, Katanga 주.)
- 키프로스*
- 팔레스타인
- 핀란드*

### UTC+01:00
CET/MET — 중부 유럽 표준시
- 가봉
- 나미비아*
- 나이지리아

GMT
CET
EET
FET
MSK

- 노르웨이* (스발바르 제도 포함)
- 니제르
- 네덜란드*
- 덴마크*
- 독일*
- 룩셈부르크*
- 리히텐슈타인*
- 북마케도니아*
- 모나코*
- 모로코
- 몬테네그로*
- 몰타*
- 베냉
- 벨기에*
- 보스니아 헤르체고비나*
- 산마리노*
- 세르비아*
- 스웨덴*
- 스위스*
- 스페인* (카나리아 제도 제외.)
- 슬로바키아*
- 슬로베니아*
- 안도라*
- 알바니아*
- 알제리
- 앙골라
- 오스트리아*
- 이탈리아*
- 중앙아프리카 공화국
- 적도 기니
- 지브롤터*
- 차드
- 체코*
- 카메룬
- 콩고 공화국
- 콩고 민주 공화국 (킨샤사, 반둔두 주, 바스콩고 주, 에콰퇴르 주)
- 크로아티아*
- 튀니지
- 바티칸 시국*
- 폴란드*
- 프랑스*
- 헝가리*

### UTC±00:00
WET — 서부 유럽 표준시
- 가나
- 감비아
- 그린란드
- 기니
- 기니비사우
- 노르웨이
부베섬
- 라이베리아
- 말리
- 모리타니
- 부르키나파소
- 상투메 프린시페
- 서사하라
- 세네갈
- 세인트헬레나
- 시에라리온
- 아이슬란드
- 아일랜드
- 스페인 *(카나리아 제도)
- 영국 (GMT. 그리니치 평균시)*
- 코트디부아르
- 페로 제도*
- 포르투갈*

### UTC−01:00
- 그린란드 동부
Itsetoqqortoormiit 와 그 주변 지역*(유럽 연합의 일광 절약 시간에 관한 규칙에 따른다.)
- 카보베르데
- 포르투갈
아소르스 제도*

### UTC-02:00
- 브라질 — 대서양의 섬들

### UTC−03:00
- 브라질
  - 리우데자네이루주**, 상파울루주**, 히우그란지두술주**, 산타카타리나주**
  - 브라질리아, 브라질 동북지역
- 아르헨티나
  - 부에노스아이레스
- 우루과이**
- 칠레 (육지 지역)

### UTC−03:30
- 캐나다 (NST — 뉴펀들랜드 표준시)
  - 래브라도 (남부)
  - 뉴펀들랜드섬

### UTC−04:00
- 가이아나
- 과들루프
- 그레나다
- 그린란드
서부 일부분
- 도미니카 공화국
- 도미니카 연방
- 마르티니크
- 몬트세랫
- 미국 (EDT 동부 서머 타임)
- 미국령 버진아일랜드
- 바베이도스
- 베네수엘라
- 볼리비아
- 브라질
마투그로수, 마투그로수두술, 아마조니아
- 세인트키츠 네비스
- 세인트루시아
- 세인트빈센트 그레나딘
- 신트마르턴
- 아루바
- 앤티가 바부다
- 앵귈라
- 영국령 버진아일랜드
- 자메이카
- 캐나다* (AST 대서양 표준시)
- 퀴라소
- 트리니다드 토바고
- 파라과이**
- 푸에르토리코

### UTC−05:00
- 미국 (EST — 동부 표준시)
노스캐롤라이나주*
뉴욕주*
뉴저지주*
뉴햄프셔주*
델라웨어주*
로드아일랜드주*
매사추세츠주*
메릴랜드주*
메인주*
미시간주 (대부분)*
버몬트주*
버지니아주*
사우스캐롤라이나주*
오하이오주*
워싱턴 D.C.*
웨스트버지니아주*
인디애나주 (대부분)*
조지아주*
켄터키주 (동부)*
코네티컷주*
테네시주 (동부)*
플로리다주
아팔라치콜라 천 동부
프랭클린군의 일부분
걸프군 (연안수로보다 남쪽)
아팔라치콜라 천 중부*
펜실베이니아주*
- 바하마*
- 브라질
  - 아크리주
  - 아마조나스주(남서부)
- 아이티
- 에콰도르
- 자메이카
- 캐나다 (EST — 동부 표준시)
누나부트 준주
서경 85° 동쪽*
사우스햄턴 도
온타리오주
서경 90° 동쪽*(Big Trout Lake 지구 제외)
아티코칸 지구 (Atikokan)
New Osnaburgh and Pickle Lake area (no DST)
Shebandowan and Upsala area*(서경 90° 이서)
퀘벡주(대부분)*
- 케이맨 제도
- 콜롬비아
- 터크스 케이커스 제도*
- 파나마
- 페루
- 미국 (CDT 중부 서머 타임)

### UTC−06:00
- 미국 (CST 중부 표준시)
- 미국 (MDT 산악 서머 타임)

### UTC−07:00
- 미국 (MST 산악 표준시)
- 미국 (PDT 태평양 서머 타임)

### UTC−08:00
- 멕시코
바하칼리포르니아주*
- 미국 (PST — 태평양 표준시)
캘리포니아주*
아이다호주*
네바다주 (대부분)*
오리건주 (대부분)*
워싱턴주*
- 캐나다 (PST — 태평양 표준시)
브리티시컬럼비아주* (대부분)
유콘 준주*
- 핏케언 제도

### UTC−09:00
- 미국 - (AKST — 알래스카 표준시)
알래스카주
- 프랑스령 폴리네시아
감비에르 제도

### UTC−09:30
- 프랑스령 폴리네시아
말퀘세스 제도

### UTC−10:00
- 미국 - (HST — 하와이 알류산 표준시)
알래스카주(알류산 열도, 구체적으로는 서경 169°30'보다 서방)*
하와이주
존스턴섬
- 쿡 제도
- 프랑스령 폴리네시아
소사이어티 군도 (구체적으로는 타히티)
투아모투 군도
투부아이 제도

### UTC−11:00
- 니우에
- 아메리칸사모아
- 미국
미드웨이 환초

### UTC−12:00
경도 180도를 넘어가는 선박에서만 사용된다.

## 같이 보기
- 시차증